# Renta różniczkowa II
Renta różniczkowa II – forma renty gruntowej powstająca w wyniku nadwyżki zysków u właścicieli gruntów, których urodzajność gleb zwiększyła się na skutek poczynienia dodatkowych nakładów kapitałowych (np. poprzez nawożenie, meliorację itp.).